# Confident (chanson de Demi Lovato)
Pour les articles homonymes, voir Confident.
Singles de Demi Lovato
Cool for the Summer
(2015) Irresistible (en)
(2015)
Confident est une chanson de Demi Lovato sortie le 18 septembre 2015. Il s'agit du deuxième single extrait de son cinquième album studio Confident.

## Historique
Durant un événement organisé par iHeartMedia en août 2015, il est annoncé que Confident serait le prochain single de Demi Lovato. Un extrait de la chanson fuite sur le web le 21 août puis trois jours plus tard, la chanson entière fuite à son tour. Elle sort officiellement le 18 septembre 2015. Ce jour-là, elle est diffusée pour la première fois sur Beats 1, une webradio diffusée par Apple Music et elle est offerte aux personnes qui pré-commandent l'album Confident.

## Accueil commercial
La chanson Confident intègre le Billboard Hot 100 à la 84e position dans le classement daté du 10 octobre 2015. Après la prestation de la chanteuse dans l'émission Saturday Night Live et la sortie de l'album, la chanson intègre le top 40 du classement dans celui daté du 7 novembre 2015. Elle totalise cette semaine-là 4.3 millions de streams et 48 000 ventes. Elle atteint sa plus haute position dans le classement daté du 19 décembre 2015 dans lequel elle occupe la 21e place.

## Classements
| Classement (2015-16)                           | Meilleure position |
| ---------------------------------------------- | ------------------ |
| Australie (ARIA)                               | 35                 |
| Belgique (Flandre Ultratip Bubbling Under 100) | 27                 |
| Canada (Hot 100)                               | 26                 |
| Canada (All-Format Airplay)                    | 16                 |
| Canada (Canada AC)                             | 37                 |
| Canada (CHR/Top 40)                            | 10                 |
| Canada (Digital Songs)                         | 16                 |
| Canada (Hot AC)                                | 23                 |
| Écosse (OCC)                                   | 27                 |
| États-Unis (Hot 100)                           | 21                 |
| États-Unis (Adult Contemporary)                | 26                 |
| États-Unis (Adult Pop Songs)                   | 15                 |
| États-Unis (Dance/Mix Show Airplay)            | 27                 |
| États-Unis (Digital Songs)                     | 5                  |
| États-Unis (Dance Club Songs)                  | 1                  |
| États-Unis (Pop Airplay)                       | 9                  |
| États-Unis (Radio Songs)                       | 18                 |
| États-Unis (Streaming Songs)                   | 40                 |
| France (SNEP)                                  | 104                |
| Irlande (IRMA)                                 | 61                 |
| Norvège (VG-lista)                             | 40                 |
| Nouvelle-Zélande (RMNZ)                        | 27                 |
| Pays-Bas (Single Top 100)                      | 55                 |
| Portugal (AFP)                                 | 77                 |
| Tchéquie (IFPI Singles Digitál)                | 18                 |
| Royaume-Uni (UK Singles Chart)                 | 65                 |
| Slovaquie (Singles Digitál Top 100)            | 23                 |
| Suède (Sverigetopplistan)                      | 67                 |